# جواد نجفي (مقاطعة فيروزآباد)
جواد نجفي (بالإنجليزية: Mazraeh-ye Javad Najafi)‏ هي human-geographic territorial entity تقع في فارس في إيران.